# 北葉山英俊

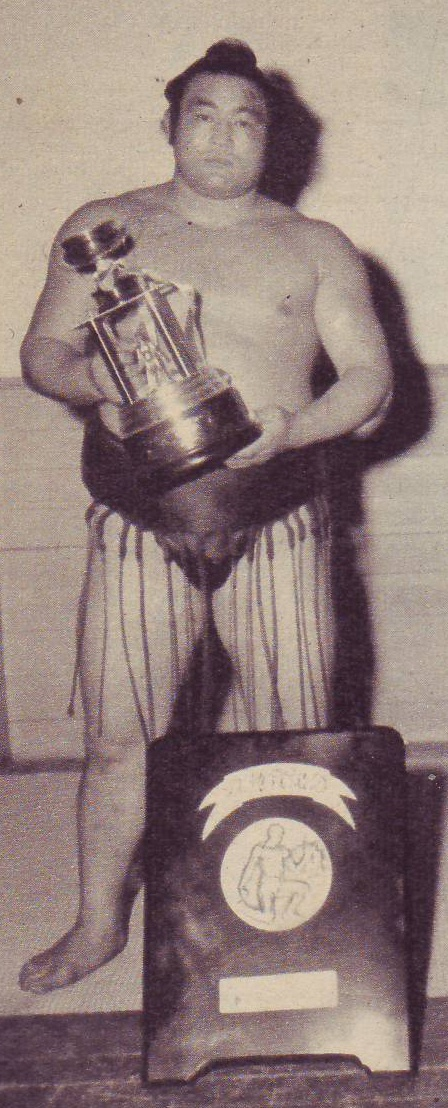
1961年攝

北葉山英俊（1935年5月17日—2010年7月20日），原名山田英俊，日本北海道室蘭市出身的前大相撲力士。身高173cm，重119kg，所屬的相撲部屋是時津風部屋，最高位置是東大關。

## 生涯
山田英俊於1954年5月進入專業相撲，他被傳說中的前橫綱雙葉山定次招募，加入時津風部屋。他身高173厘米，體重119公斤，在今天的相撲這體型極少。1958年9月以14-1的戰績贏得了十兩優勝，他在1958年11月進入了幕內級別。他在第二次幕內比賽中獲得亞軍，很快成為了三役級力士。在1959年7月場所昇進小結，11月達到了關脇，在接下來的十場比賽中，他保持關脇地位。1961年5月場所以11勝4敗昇進大關。他在前三場比賽中贏得了28場比賽，通常不足以進行晉級大關，但當時只有兩個大關，還有兩個老化的橫綱（朝潮太郎 (3代)和若乃花幹士），所以標準略有降低。在大鵬幸喜佔主導地位的時代，他在1963年7月贏得了一場優勝，當時他擊敗了佐田之山晉松，他在1964年5月的比賽中第三次獲得亞軍。他在五年的30場比賽中保持大關的排名。

## 引退
北葉山在1966年5月退役，他作為年寄枝川繼續留在相撲界，在時津風部屋指導後輩。他還是日本相撲協會的理事會成員，並擔任勝負審判。他到法定退休年齡65歲時離開了相撲協會。他於2010年因肝癌死亡。